# Giorgi Gvelesiani
Giorgi Gvelesiani, (en géorgien : გიორგი გველესიანი), né le 5 mai 1991 à Tbilissi est un footballeur international géorgien. Il évolue actuellement au Persépolis FC en Iran, au poste de défenseur central.

## Carrière en club

### Dinamo Tbilissi (2011-2016)
En 2016, Giorgi Gvelesiani arrive à terme de son contrat avec le Dinamo Tbilissi qui décide de se séparer du joueur. Gvelesiani part donc à la recherche d'un nouveau club.

### Essai avec le Volyn Loutsk
Il rejoint le Volyn Loutsk en Ukraine où il s'entraîne et joue des matchs amicaux mais le club n'est pas en droit de le recruter et Gvelesiani se blesse, empêchant totalement le joueur de rejoindre le club,.

### Zob Ahan (2018-2019)
Début de l'été 2017, différents média iraniens font part de rumeurs selon lesquelles le joueur pourrait être imminemment transféré vers le club de Zob Ahan. Rumeurs confirmées quelques jours plus tard où le club officialise son arrivée. Gvelesiani bénéficiera d'un temps d'adaptation au bout duquel il nouera de bons liens avec ses coéquipiers et son staff,.

### Nassaji FC (2019-2020)
Le 28 juillet 2018, Gvelesiani s'engage pour un an avec le club du Nassaji FC.

### Sepahan SC (2020-2023)
Le 12 juin 2019, à la fin de son contrat avec le Nassaji FC, il s'engage pour deux ans cette fois avec un autre club iranien, celui du Sepahan SC.

### Persépolis FC (depuis 2023)
Le 19 juin 2022, il rejoint pour deux ans, un des clubs de la ville de Téhéran, le Persépolis FC. Lors de son premier derby de la capitale face au Esteghal FC, il marque un doublé de la tête devenant le premier défenseur à marquer deux buts dans le derby de la capitale, ce qui lui apportera les faveurs des fans.
Il devient le tireur numéro de pénalty de son équipe lui permettant de devenir un des meilleurs buteurs étranger du club. C'est également grâce à lui que le club remportera le match décisif pour la victoire lors du championnat 2023-2024.

## Carrière Internationale
Giorgio Gvelesiani effectue sa première sélection dans un match préparatoire pour l'Euro 2024 face au Monténégro. Il est titulaire et joue l'entièreté du match au poste d'arrière droit.
Il avait auparavant été appelé par Willy Sagnol pour les deux matchs de barrages face au Luxembourg et à la Grèce mais ne jouera pas lors de ces deux rencontres.
Il fait partie des 26 joueurs sélectionnés pour l'Euro mais restera sur le banc pour le premier match face à la Turquie. Lors du match contre la République Tchèque, il entrera en jeu à la 82e minute à la place de Solomon Kvirkvelia et prendra d'ailleurs un carton jaune. Il fera partie des titulaires lors de la victoire surprise de son équipe face au Portugal mais sera remplacé à la 76e par Kvirkvelia. Il sera également titulaire lors de la défaite face à l'Espagne où il sera remplacé cette fois à la 79e minute par Nika Kvekveskiri. En somme, une bonne performance du joueur lors de cette Euro.

## Palmarès

### En club
| Dinamo Tbilissi | Persépolis FC                                                                     |
| --- | --------------------------------------------------------------------------------- |
| - Championnat de Géorgie - Vainqueur : 2013, 2014 et 2016 - Vice-Champion : 2017 et 2018 - Coupe de Géorgie - Vainqueur : 2013, 2014, 2015 et 2016 | - Championnat d'Iran - Vainqueur : 2023 et 2024 - Coupe d'Iran - Vainqueur : 2023 |

### Distinctions personelles
En 2023 :
- Meilleur buteur de la coupe d'Iran 2023

## Décoration
Giorgi Gvelesiani est détenteur de l'ordre d'honneur Géorgien sur décision de la présidente Géorgienne Salomé Zourabichvili.